# Tongo Gandima
Tongo Gandima est un village du Cameroun situé dans la région de l’Est, le département de Lom-et-Djérem et la commune de Ngoura, entre les villages de Ngaoundéré (9,4 km au nord) et de Garoua (5,5 km au sud). Tongo Gandima se trouve à 94 km d'Ngoura centre.

## Population
Lors du recensement de 2005, on y dénombrait 2 297 personnes.
En mars 2018, Tongo Gandima comptait 6 867 habitants.